# Friedrich Wilhelm von Witzleben
Friedrich Wilhelm von Witzleben (* 25. November 1714 in Wohlmirstedt; † 7. April 1791 ebenda) war sächsischer Rittergutsbesitzer des blauen Hofes in Wohlmirstedt sowie sachsen-weißenfelsischer Oberhofmeister.
Er stammte aus dem Thüringer Uradelsgeschlecht von Witzleben und war der älteste Sohn des Hartmann Ludwig von Witzleben (1676–1735) und der Florentine Katharine von Geusau aus dem Haus Heygendorf (1689–1762).

## Ehe und Nachkommen
Friedrich Wilhelm heiratete 1739 in Stedten Charlotte Dorothea von Pfuhl.  Aus der Ehe gingen folgende Kinder hervor:	
1. Karl (1742–1820)
2. Wilhelmine Dorothee (1748–1826), vermählt 1765 mit Gerlach Adolph von Münchhausen (1739–1778), Herr auf Steinburg und Taufhardt, und in zweiter Ehe mit Hans Christian Friedrich von Hagen

Nach dem Tod seiner ersten Frau heiratete er im Jahr 1753 in Wolfsburg Christine Amalie Gräfin von der Schulenburg (1732–1781), eine Tochter des Adolph Friedrich von der Schulenburg. Aus dieser Ehe stammen die Kinder:
1. Friedrich Ludwig von Witzleben (1755–1830)
2. Friederike Amalie (1762–1814), vermählt 1792 mit Friedrich Georg von Graffen
3. Georg Hartmann von Witzleben (1766–1841)
4. August von Witzleben (1768–1821)
5. Christiane (1770–1818)